# 哈里斯岛

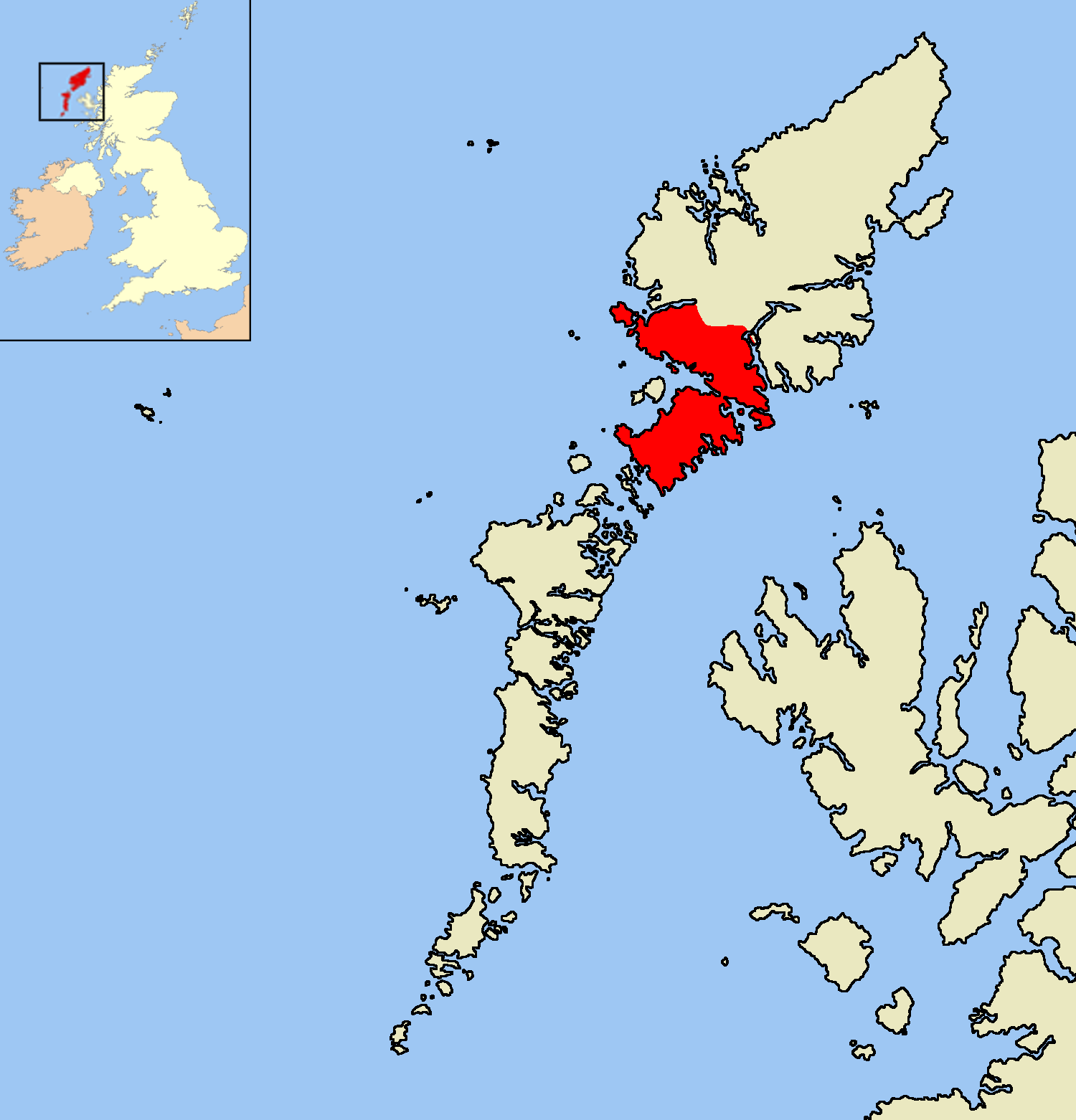
位置圖

哈里斯岛（Harris）是苏格兰外赫布里底群岛中最大的岛屿刘易斯和哈里斯岛偏南且多山的部分。在托勒密的地图上，哈里斯被称为Adru。
哈里斯岛的基岩主要是刘易斯片麻岩，是前寒武纪留下的，同时点缀着一些岩浆岩。2001年人口普查时，哈里斯的人口有1984人。